# Terezie Měchurová
Terezie Měchurová (10. ledna 1807 Praha– 18. srpna 1860 Děčín-Podmokly) byla manželkou českého historika a politika Františka Palackého.

## Životopis

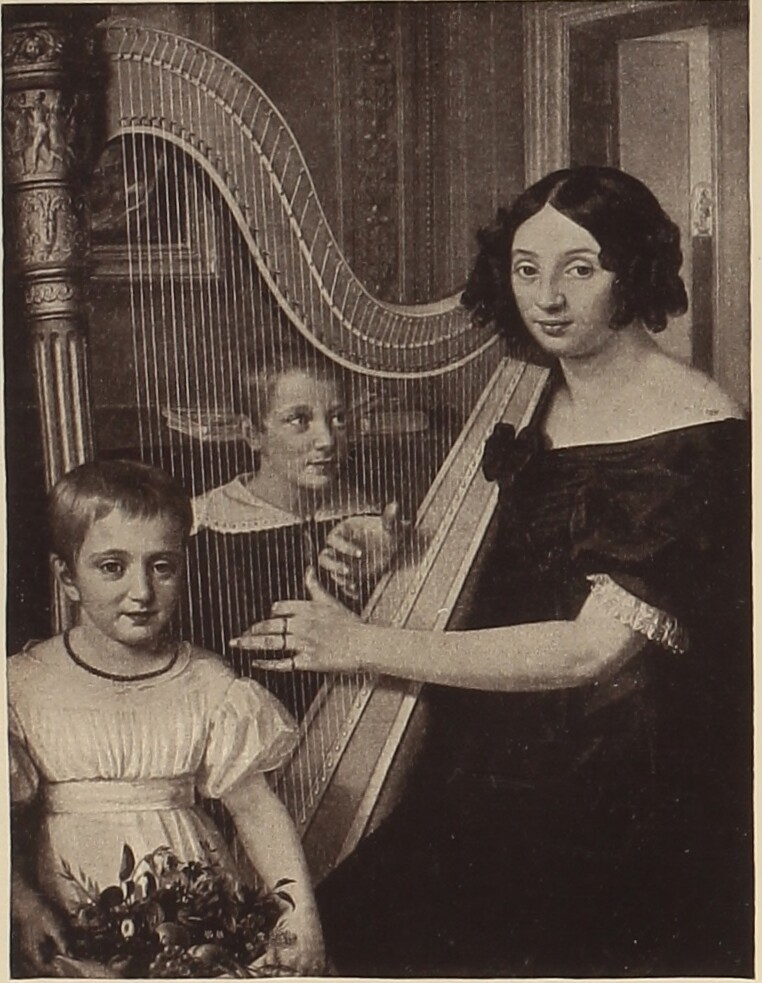
Antonín Machek: Terezie Palacká s dětmi Janem a Marií, asi 1837

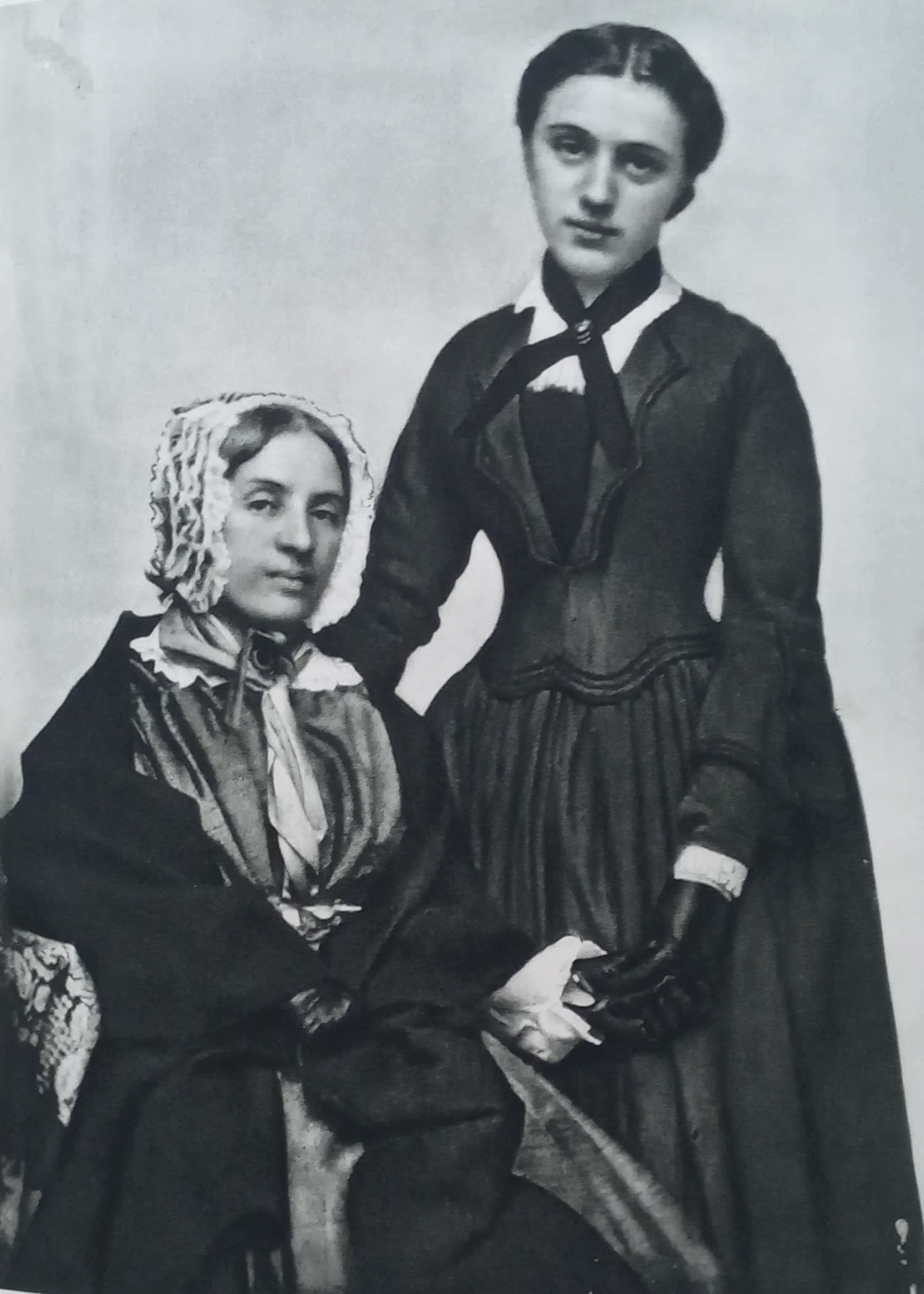
Terezie Palacká s dcerou Marií, později Riegrovou, daguerotypie, asi 1848

Pocházela z rodiny Jana Měchury, bohatého advokáta českých šlechticů a velkostatkáře a jeho první manželky Marie (její otec byl bratrancem Jana Jeníka z Bratřic). Bratr Leopold byl hudebním skladatelem. S Palackým, za kterého se provdala 16. září 1827, se seznámila v Praze v kulturním salónu svého otce v domě čp. 719/II v nynější Palackého ulici. Po tchánově smrti vedl tento salón Palacký. Ona i její sestra Antonie byly vzdělané zejména v hudbě, obě hrály na harfu. Terezie do manželství přinesla věno, které vyřešilo Palackého finanční problémy. Jelikož byl protestant, musel se před svatbou zavázat ke katolické výchově svých dětí.

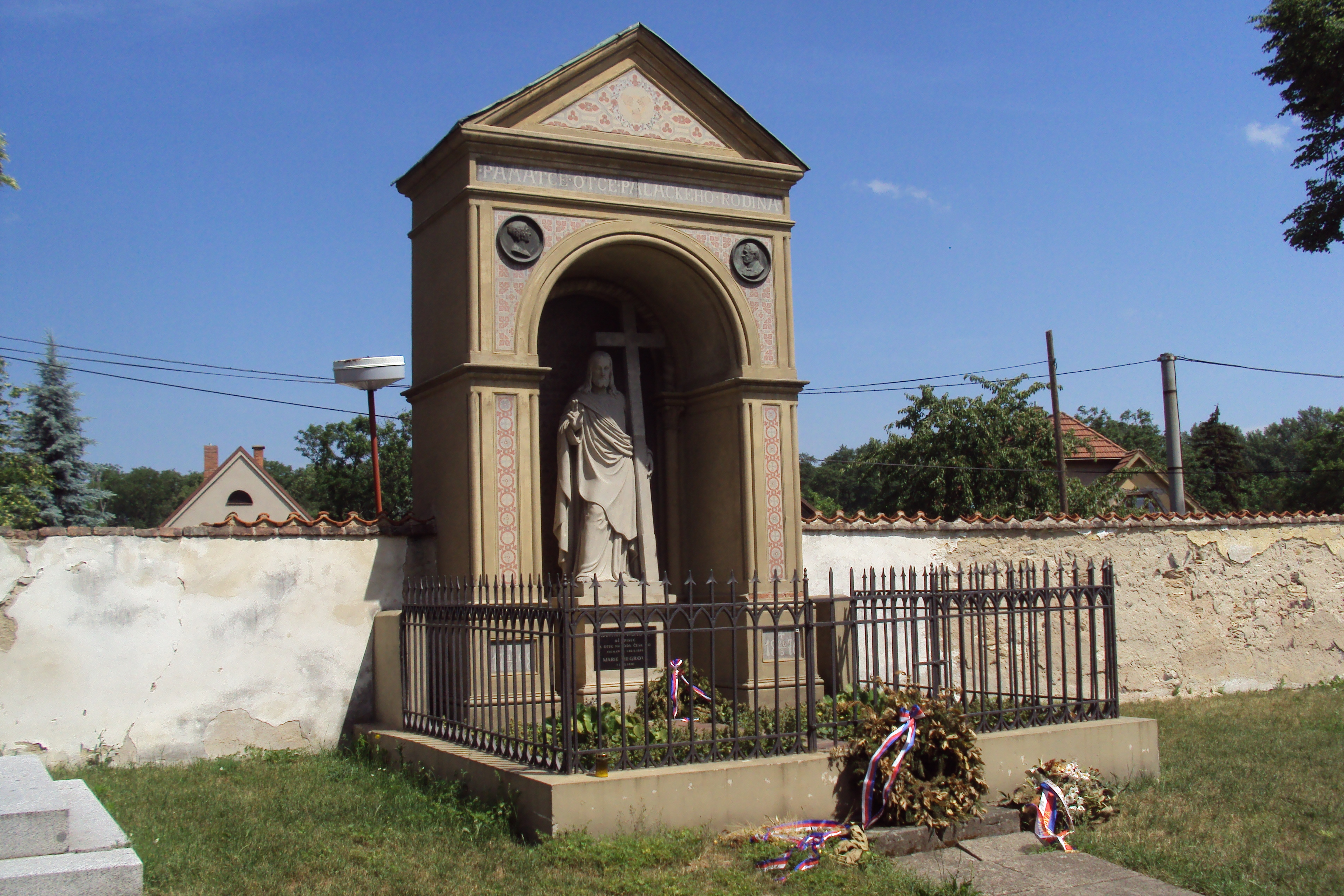
Hrob Františka a Terezie Palackých v Lobkovicích

Terezie měla velmi křehké zdraví. Měla vrozenou srdeční vadu a od dětství trpěla na další nemoci. Když rodinný lékař Měchurů Jan Theobald Held řekl Palackému, že se uchází o ruku dívky, která nikdy nebude zcela zdravá, František Palacký odpověděl: „Tím větší důvod, abych si ji vzal.“ Held mu tehdy radil, aby se oženil s Tereziinou sestrou Antonií, rovněž harfenistkou.
Jejich manželství bylo převážně šťastné. I když František Palacký hodně cestoval, psal své ženě z cest dopisy, celkem jí poslal 502 dopisů. Vozil jí suvenýry a odvážel ji pravidelně na dovolenou ke Středozemnímu moři, na Azurové pobřeží, naposledy krátce před její smrtí byli již po několikáté v Nice (v korespondenci Palackého je město psáno italsky Nizza a v salónu Palackých dosud visí dobová litografie letoviska s tímto označením). Terezie Palacká zemřela na zpáteční cestě, při zastávce vlaku v železniční stanici Podmokly, podle textu parte "na vodnatelnost, způsobenou nemocí srdce...ve věku 53 let a 7 měsíců...".
Pohřbena byla v rodinné hrobce v Lobkovicích u Neratovic, kam byli později uloženi i její manžel a dcera Marie Riegrová-Palacká.

## Památky
- Jindřich Schödl: Zásnubní portrét, miniatura akvarelem na slonovině, Praha 1823 (protějšek k portrétu Františka Palackého, v koženém pouzdře); sbírka Národního muzea v Praze
- Antonín Machek: Podobizna s dětmi Janem a Marií, olejomalba na plátně; Praha asi 1837; zámek Maleč, originál v majetku rodiny[4], v expozici je replika.
- Portrét Terezie Měchrové s dcerou Marií, daguerotypie, Praha 1848-1850
- Tereziina harfa, expozice Českého muzea hudby v Praze, Karmelitská ulice